# Pentanema hirtum
 Enula scabra (nome scientifico  Pentanema hirtum  (L.) D.Gut.Larr, Santos-Vicente, Anderb., E.Rico & M.M.Mart.Ort., 2018) è una specie di pianta angiosperma dicotiledone della famiglia delle Asteraceae (sottofamiglia Asteroideae, tribù Inuleae e sottotribù Inulinae).

## Etimologia
Il nome del genere deriva da due parole greche "penta" (= cinque) e "nema" (= simile ad un filo). L'epiteto specifico (hirtum) derva dal latino "hiurtus" (= peloso) e fa riferimento al tipo di pelosità (irta e scabra) della pianta.
Il nome scientifico della specie è stato definito dai botanici Carl Linnaeus (1707-1778), David Gutiérrez-Larruscain, María Santos-Vicente, Arne A. Anderberg (1954-), Enrique Rico (1953-) e María Montserrat Martínez Ortega (1969-) nella pubblicazione " Taxon; Official News Bulletin of the International Society for Plant Taxonomy. Utrecht" (  Taxon 67(1): 159 (2018).) del 2018.

## Descrizione

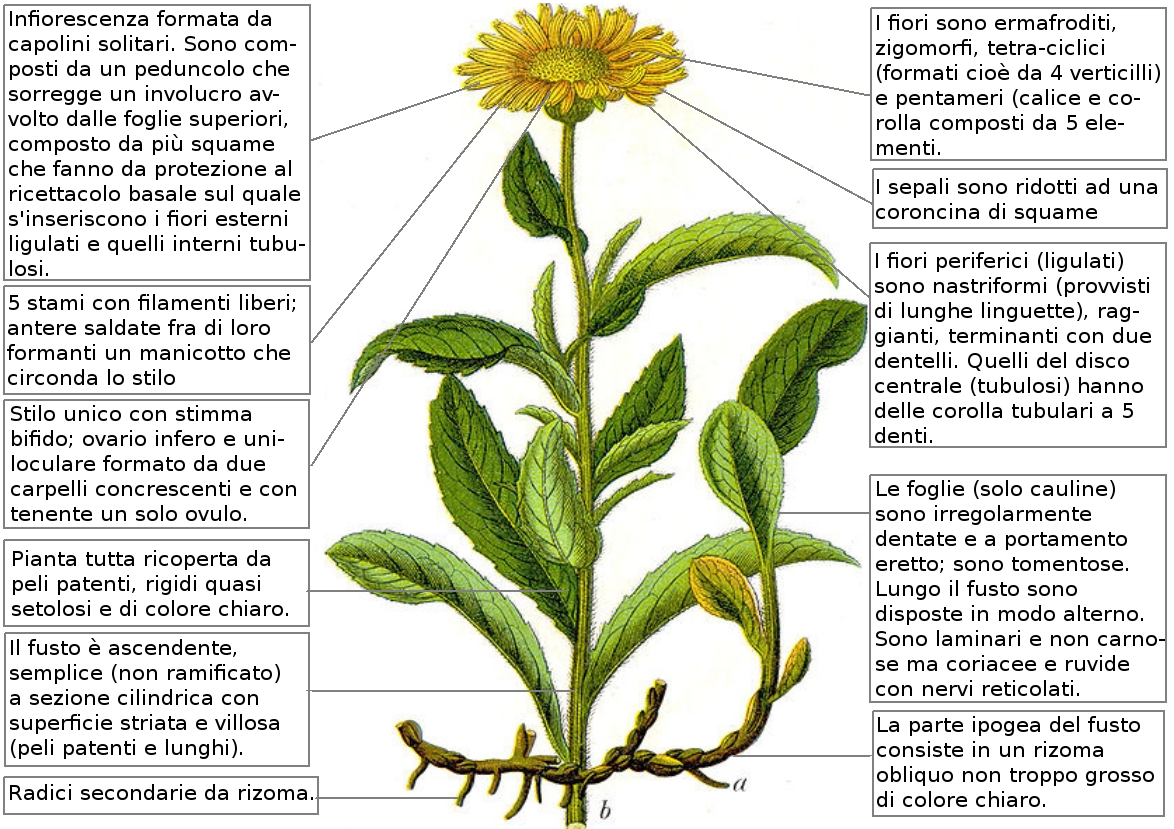
Descrizione delle parti della pianta

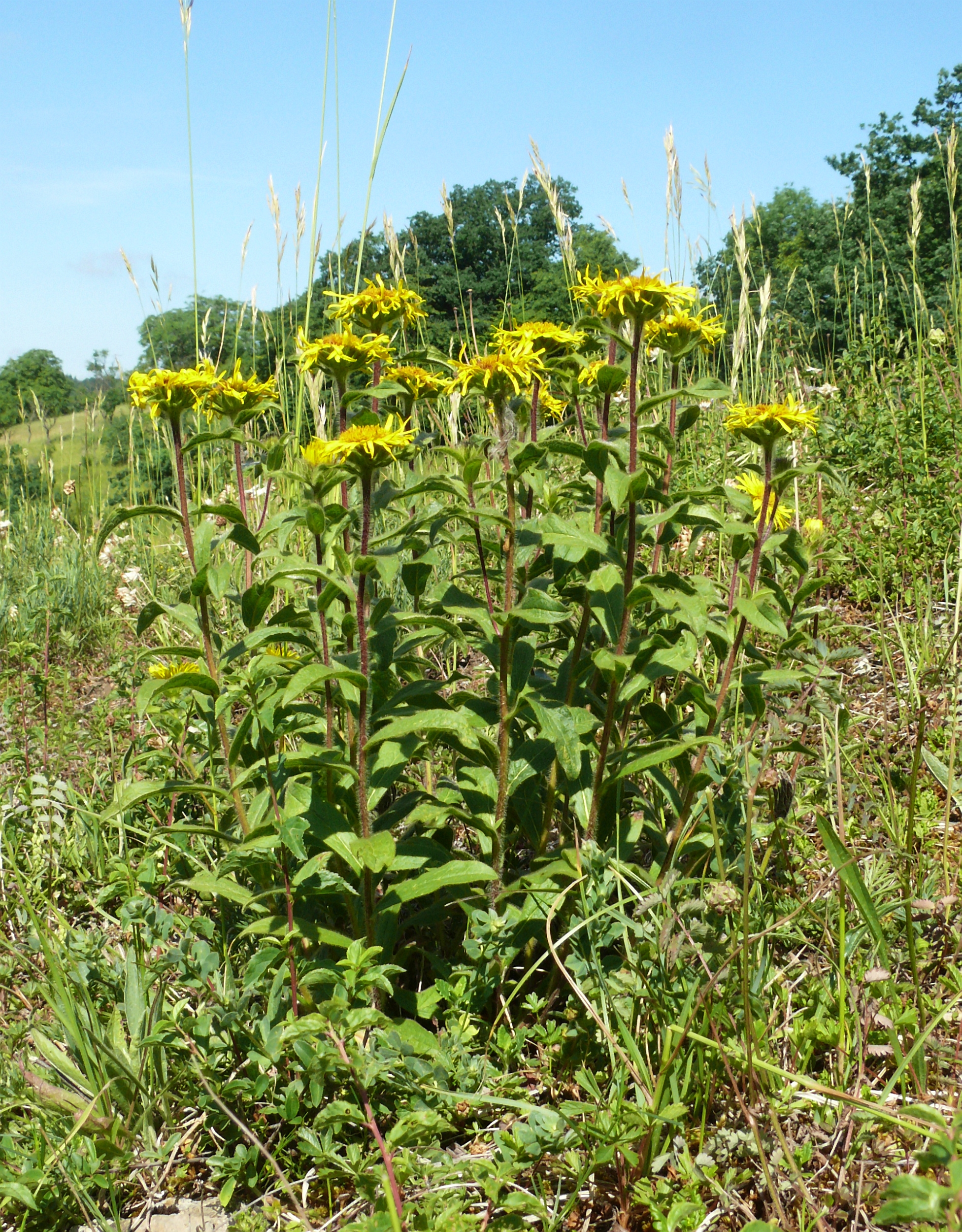
Il portamento

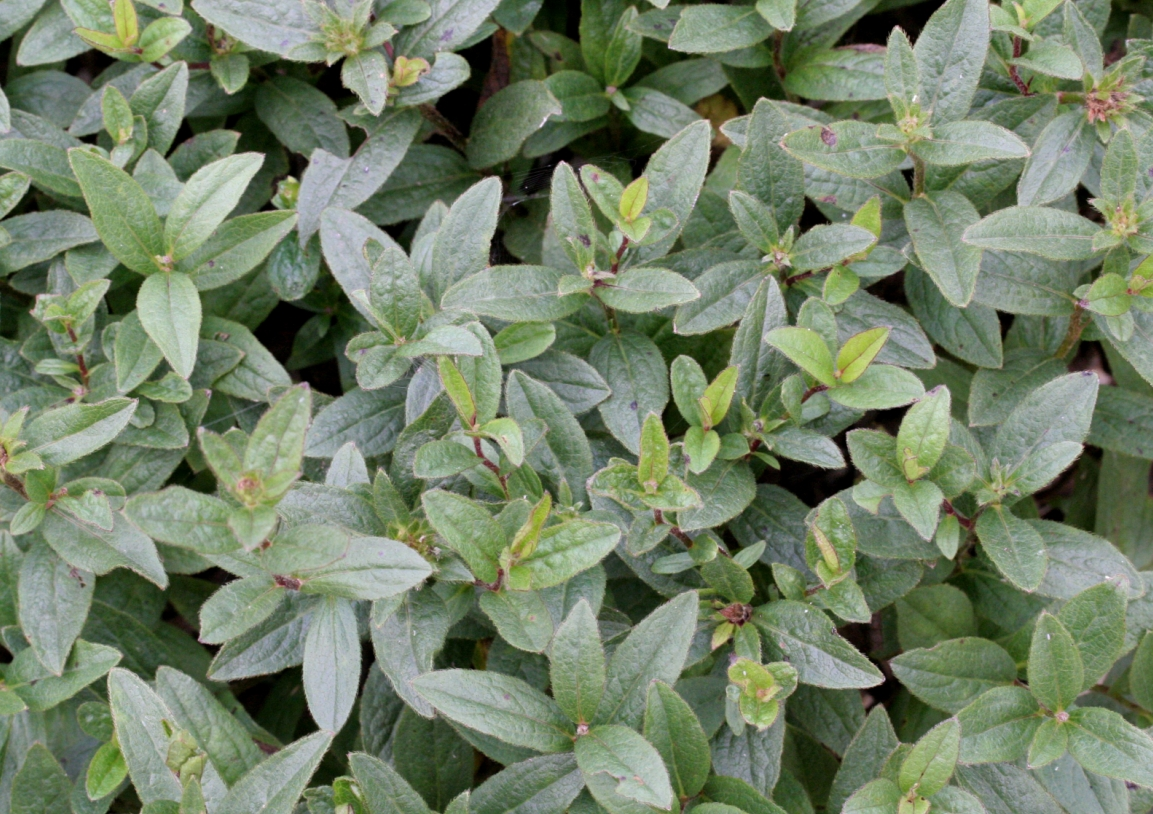
Le foglie

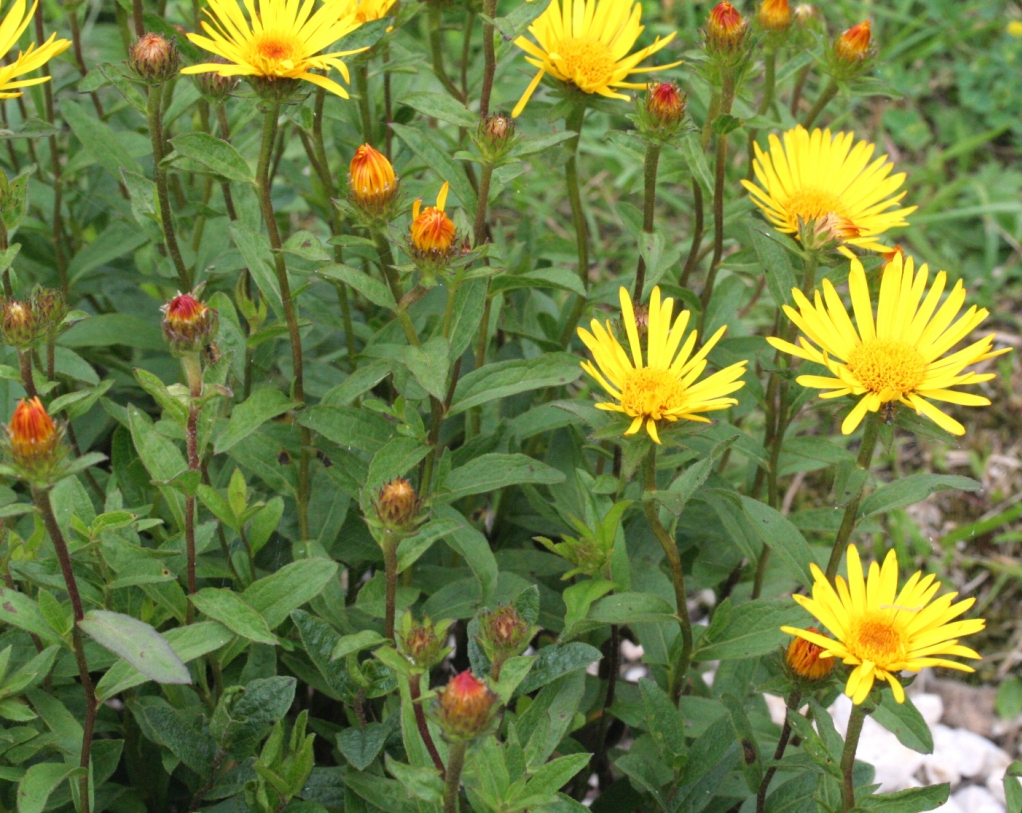
Infiorescenze

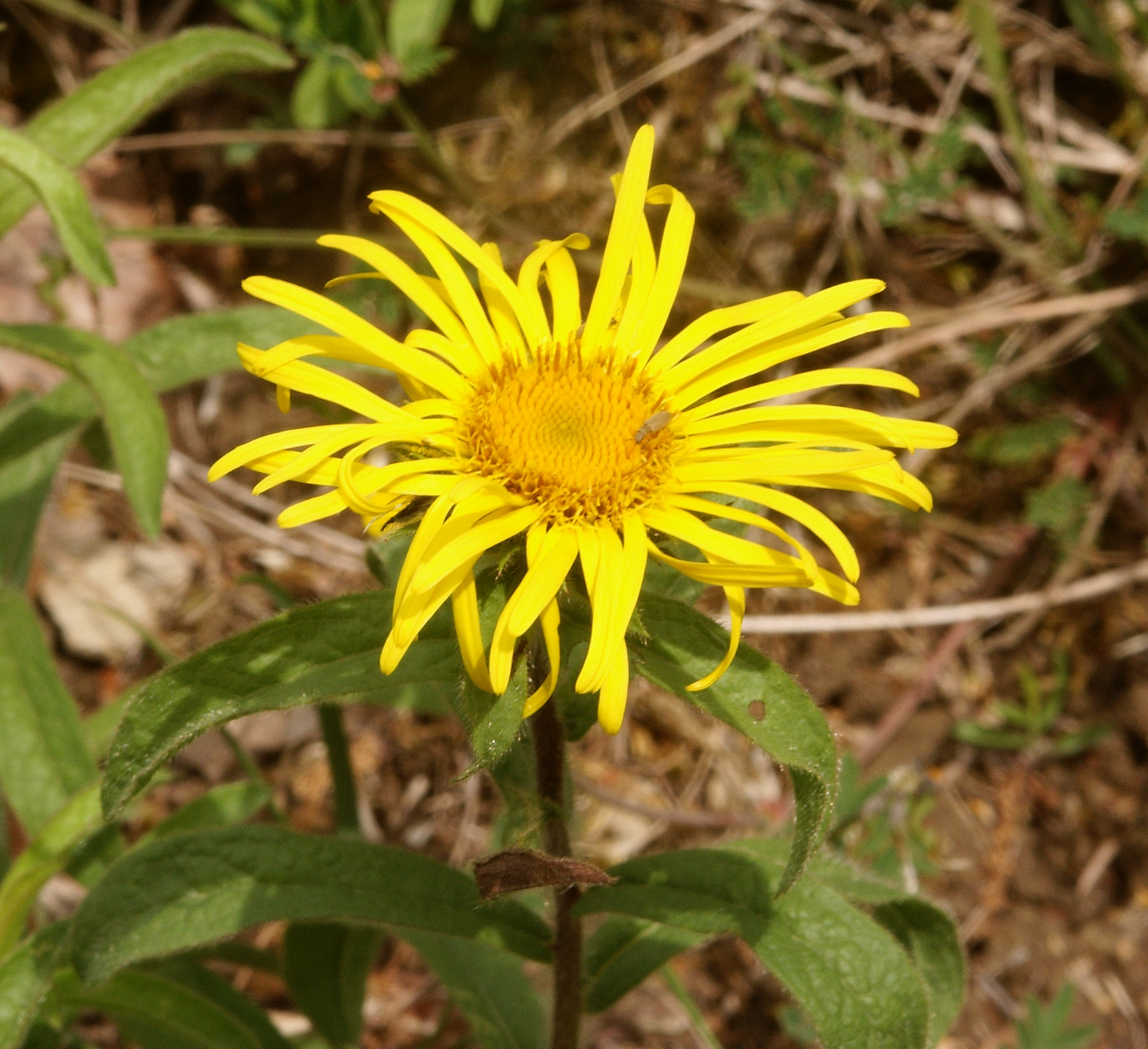
Il fiore

Portamento. Si tratta di una pianta erbacea perenne. La forma biologica della specie è emicriptofita scaposa (H scap); ossia è una pianta perennante con gemme poste al livello del suolo con fusto allungato e mediamente foglioso. Non sono piante ghiandolose ma sono tutte ricoperte da peli patenti, rigidi quasi setolosi e di colore chiaro.
Fusto. Il fusto è ascendente, semplice (non ramificato, ossia unifloro) a sezione cilindrica; la superficie è striata e villosa (peli patenti e lunghi). Può essere arrossato. La parte ipogea consiste in un rizoma obliquo non troppo grosso di colore chiaro. Dimensioni medie del rizoma: larghezza 2 mm; lunghezza 25 mm. Altezza media del fusto: da 2 a 4 dm.
Foglie. Tutte le foglie (sono solo cauline) sono irregolarmente dentate e a portamento eretto; sono tomentose su entrambe le facce e pelose sul bordo. Lungo il fusto sono disposte in modo alterno. In genere sono laminari e non carnose ma coriacee e ruvide con nervi reticolati. La base è arrotondata e l'apice è ottuso. Dimensione media delle foglie: larghezza 1,5 – 2 cm; lunghezza 4 – 5 cm.
- Foglie inferiori: hanno una forma ellittica o ellittica-lanceolata ed hanno un sottile picciolo. Come dimensioni sono più o meno simili a quelle cauline.
- Foglie superiori: sono sessili e amplessicauli (la base è abbracciante il fusto) a forma più lanceolata.

Infiorescenza. Le infiorescenze sono formate da capolini sia solitari che in formazioni corimbose. I capolini sono di tipo radiato eterogamo. I capolini sono formati da un involucro composto da brattee disposte in modo embricato al cui interno un ricettacolo fa da base ai fiori ligulati periferici o fiori del raggio e ai fiori tubulosi quelli centrali o del disco. L'involucro è cilindrico appiattito e avvolto dalle foglie superiori. Le brattee, con forme triangolari e punte acute, sono disposte generalmente su 4 righe; hanno consistenza erbacea o cartilaginea, ma senza margini ialini; gli stereomi non sono divisi. Il ricettacolo è liscio e senza pagliette (a protezione della base dei fiori). Dimensione delle brattee maggiori: larghezza 2 mm; lunghezza 10 – 12 mm. Diametro del capolino: 35 – 50 cm.
Fiori.  I fiori sono tetra-ciclici (formati cioè da 4 verticilli: calice – corolla – androceo – gineceo) e pentameri (calice e corolla formati da 5 elementi). Si distinguono in:
- fiori del raggio (esterni): sono femminili e sono disposti su una serie; la forma è ligulata (zigomorfa);
- fiori del disco (centrali): sono più numerosi con forme brevemente tubulose (attinomorfe); sono ermafroditi e fertili.

- Formula fiorale:

*/x K {\displaystyle \infty }, [C (5), A (5)], G 2 (infero), achenio
- Calice: i sepali del calice sono ridotti ad una coroncina di squame.

- Corolla: lunghezza del tubo dei fiori periferici: 5 mm. Dimensione delle ligule: larghezza 1 – 1,5 mm; lunghezza 12 –15 mm.

- fiori del raggio: la forma della corolla alla base è più o meno tubulosa-imbutiforme, mentre all'apice è ligulata; le ligule sono decisamente più lunghe dell'involucro), sono raggianti e terminanti con due dentelli; il colore è giallo brillante;
- fiori del disco: la forma è tubulare bruscamente divaricata in 5 brevi lobi; il colore è giallo scuro. Questi ultimi s'inscuriscono notevolmente dopo la fecondazione.

- Androceo: l'androceo è formato da 5 stami sorretti da filamenti generalmente liberi; gli stami sono connati e formano un manicotto circondante lo stilo; le teche (produttrici del polline) sono troncate e non sono speronate. La base delle antere può essere lunga o corta con code ramificate. Il tessuto dell'endotecio è a forma radiata. Le cellule del collare dei filamenti sono piatte o di tipo mammelloso.

- Gineceo: il gineceo ha un ovario uniloculare infero formato da due carpelli.[6] Lo stilo è unico e con due stigmi nella parte apicale. Gli stigmi spesso sono provvisti di peli acuti che terminano sopra la biforcazione senza raggiungerla, oppure da peli ottusi che terminano ben al di sotto della biforcazione. Le superfici stigmatiche confluiscono all'apice, mentre alla base sono separate in due distinte linee (lignee stigmatiche marginali[8]). Il polline è spinuloso.

- Antesi: da maggio a ottobre.

Frutti. I frutti sono degli acheni con pappo. Gli acheni in genere sono provvisti di 5 fasci vascolari; la forma è ellissoide, spiralata o a sezione triangolare, spesso con coste sclerenchimatiche. Talvolta sono presenti dei condotti o delle cavità resinose. La superficie è glabra o ricoperta da peli ghiandolari. L'epidermide dell'achenio è provvista di grandi cristalli di ossalato di calcio, oppure di cristalli simili alla sabbia, oppure ne è priva. Il pappo è formato da setole capillari su una sola riga. 

## Biologia
Impollinazione: tramite insetti (impollinazione entomogama tramite farfalle diurne e notturne).

Riproduzione: la fecondazione avviene fondamentalmente tramite l'impollinazione dei fiori.

Dispersione: i semi cadono a terra e vengono dispersi soprattutto da insetti come formiche (disseminazione mirmecoria). Un altro tipo di dispersione è zoocoria: gli uncini delle brattee dell'involucro (se presenti) si agganciano ai peli degli animali di passaggio che portano così i semi anche su lunghe distanze. Inoltre per merito del pappo (se presente) il vento può trasportare i semi anche per alcuni chilometri (disseminazione anemocora).

## Distribuzione e habitat

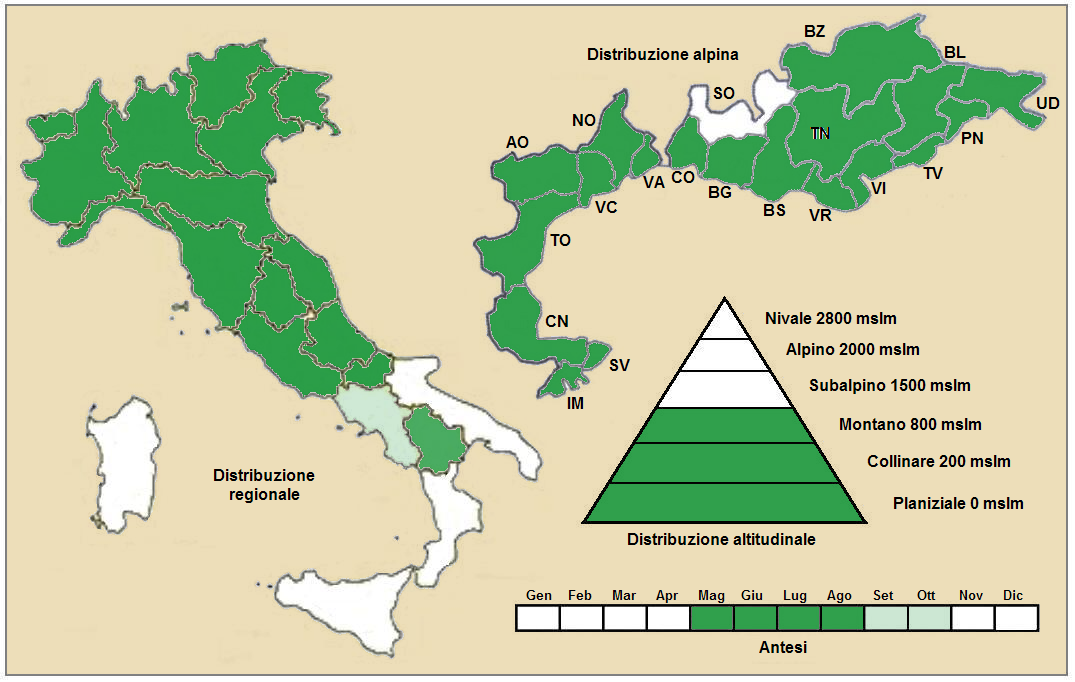
Distribuzione della pianta
(Distribuzione regionale – Distribuzione alpina)

Geoelemento: il tipo corologico (area di origine) è  Sud Est Europeo (Subpontico), ma anche Sud Siberiano (Steppico).

Distribuzione: queste piante sono presenti su tutta la penisola a parte alcune aree del sud. Sono più comuni sulle Alpi Orientali; rare nelle altre zone ad eccezione della provincia di Sondrio nella quale non sono mai state rilevate. Fuori dall'Italia sui rilievi europei si possono trovare sui Vosgi, Massiccio del Giura, Pirenei, Carpazi, Alpi Dinariche e Monti Balcani. Nelle pianure europee questa pianta è distribuita nella Francia meridionale, e attraverso la Penisola Balcanica fino alla Russia meridionale e Caucaso.

Habitat: l'habitat tipico sono i prati e pascoli aridi dei piani collinari e montani, i pendii cespugliosi, le schiarite forestali e gli arbusteti meso-termofili; abita anche nelle pinete, gineprai e faggete. Il substrato preferito è sia calcareo che calcareo-siliceo, mentre il terreno deve avere un pH basico con bassi valori nutrizionali e alti livelli di aridità.

Distribuzione altitudinale: sui rilievi alpini, in Italia, queste piante si possono trovare fino a 1450 m s.l.m.; frequentano quindi i seguenti piani vegetazionali: collinare e montano (oltre a quello planiziale). 

## Fitosociologia
Areale alpino
Dal punto di vista fitosociologico alpino la specie di questa voce appartiene alla seguente comunità vegetale:
Formazione: comunità delle macro- e megaforbie terrestri
Classe: Trifolio-Geranietea sanguinei
Ordine: Origanetalia vulgaris
Alleanza: Geranion sanguinei
Areale italiano
Per l'areale completo italiano la specie di questa voce appartiene alla seguente comunità vegetale:
Macrotipologia: vegetazione erbacea sinantropica, ruderale e megaforbieti
Classe: Trifolio Medii-Geranietea sanguinei Müller, 1962
Ordine: Antherico-Geranietalia sanguinei Julve ex Dengler in Dengler, Berg, Eisenberg, Isermann, Jansen, Koska, Löbel, Manthey, Päzolt, Spangenberg, Timmermann & Wollert, 2003
Alleanza: Dictamno albi-Ferulagion galbaniferae
Descrizione. L'alleanza Dictamno albi-Ferulagion galbaniferae è relativa ad areali costituiti da alte erbe, di suoli molto basici, a distribuzione balcanica, con penetrazioni nelle aree sudorientali ed orientali delle Alpi. La distribuzione di questa cenosi è prevalentemente balcanica con alcune associazioni che raggiungono anche il margine orientale delle Alpi.
Specie presenti nell'associazione: Stachys officinalis, Cytisus supinus, Clematis recta, Galium lucidum, Helleborus viridis, Hippocrepis emerus, Knautia fleischmannii, Laserpitium siler, Lathyrus latifolius, Lathyrus pannonicus, Lilium bulbiferum, Orobanche lutea, Paeonia officinalis, Potentilla alba, Pulmonaria angustifolia, Ruta graveolens, Sesleria autumnalis, Trifolium rubens, Veronica barrelieri, Veronica jacquinii e Buphthalmum salicifolium.

## Sistematica
La famiglia di appartenenza di questa voce (Asteraceae o Compositae, nomen conservandum) probabilmente originaria del Sud America, è la più numerosa del mondo vegetale, comprende oltre 23.000 specie distribuite su 1.535 generi, oppure 22.750 specie e 1.530 generi secondo altre fonti (una delle checklist più aggiornata elenca fino a 1.679 generi). La famiglia attualmente (2021) è divisa in 16 sottofamiglie; la sottofamiglia Asteroideae è una di queste e rappresenta l'evoluzione più recente di tutta la famiglia.

### Filogenesi
La tribù Inuleae (comprendente le Inulinae) è una delle 21 tribù della sottofamiglia Asteroideae). Da un punto di vista filogenetico, la tribù Inuleae, all'interno della sottofamiglia, fa parte del gruppo "Helianthodae". La sottotribù Inulinae è caratterizzata dalla particolare pubescenza dello stilo e dagli acheni con cristalli di ossalato di calcio. Il genere Pentanema è caratterizzato da capolini in prevalenza eterogami, da foglie compatte, piatte con forme ellittiche e fiori gialli.
Nella pubblicazione "Flora d'Italia" le specie di Pentanema della flora italiana sono suddivise in tre gruppi. Pentanema hirtum appartiene al gruppo caratterizzato da fiori ligulati più grandi dell'involucro, foglie basali molto ridotte, diametro dei capolini variabile tra 1-3,5 cm, brattee esterne lanceolate con dimensioni ridotte e foglie cauline abbraccianti il fusto.
I caratteri distintivi della specie  Pentanema hirtum sono:
- la pelosità è patente;
- diametro del capolino: 2,5-4,5 mm;
- lunghezza degli acheni (glabri): 2 mm.

Il numero cromosomico delle specie di questa voce è: 2n = 16.

### Variabilità
La variabilità di questa pianta si manifesta soprattutto nella forma delle foglie, che possono assumere varie forme:
- lanceolate;
- ellittiche;
- oblanceolate;
- ovali;

ma anche nel portamento che può essere eretto o più o meno ricurvo. 

### Sinonimi
Sono elencati alcuni sinonimi per questa entità:
- Aster hirtus (L.) Scop.
- Helenium hirtum  (L.) Kuntze
- Inula hirta  L.
- Pulicaria hirta  (L.) J.Presl & C.Presl
- Ulina hirta  (L.) Opiz

### Specie simili
La pianta di questa voce è molto simile ad alcune Enule dello stesso genere in quanto i fiori sono quasi uguali e differiscono soprattutto per la forma delle foglie (vedi: Pentanema helveticum, Pentanema spiraeifolium, Inula helenium, Pentanema britannica).

## Galleria d'immagini

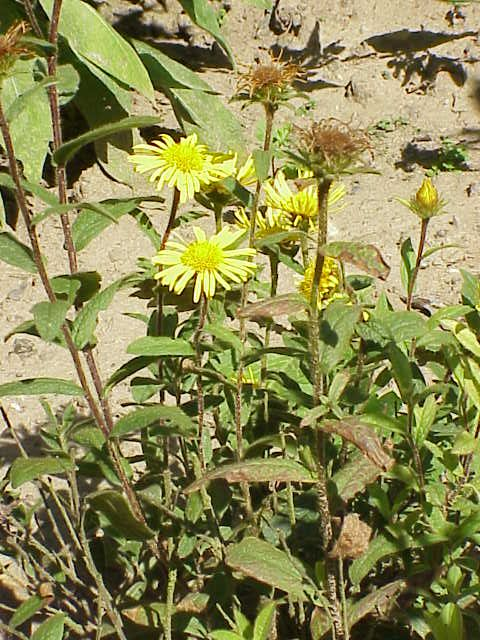
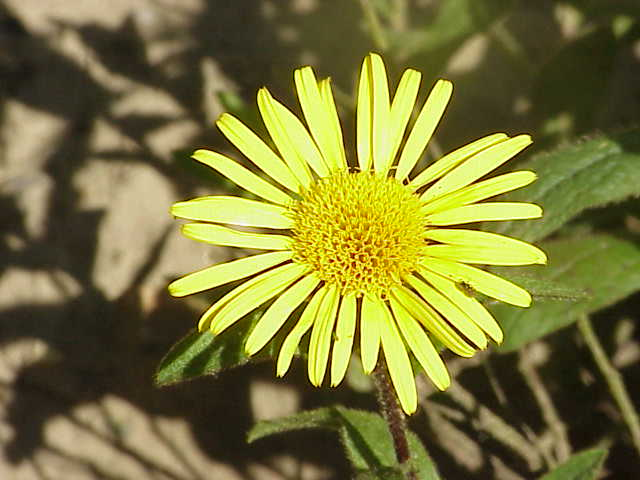
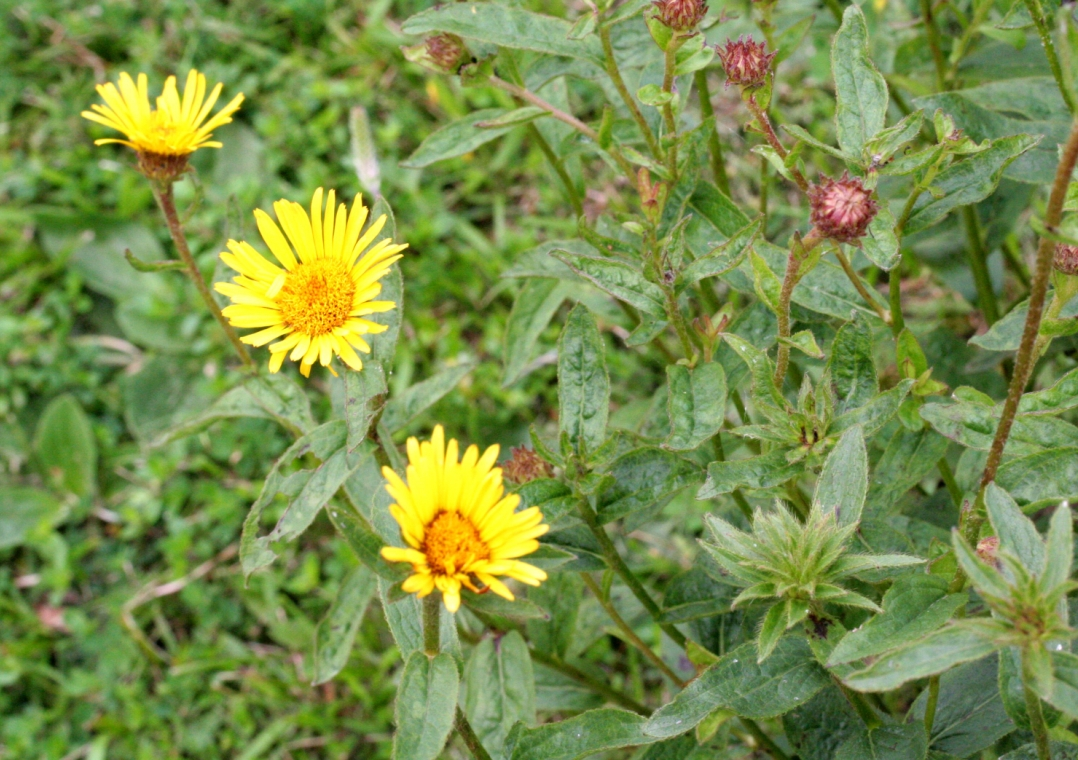